# Луканов, Борис Петрович
Борис Петрович Луканов (род. 12 марта 1925) — участник Великой Отечественной войны, общественный и хозяйственный деятель Советского Союза и Российской Федерации, почётный гражданин города Нижнего Новгорода (2020).

## Биография
Родился 12 марта 1925 года в селе Пашигорьево Сосновского района Нижегородской области. До 1943 года проживал, учился и работал в родном селе. В январе 1943 года, в возрасте семнадцати лет призван в ряды Красной армии. Воевал в пехоте, был направлен в город Бровары́ под Киевом. В декабре 1943 года был переброшен на 2-й Украинский фронт, в 10-й танковый полк 186 бригады, десантником. В мае 1944 года направлен на переобучение, получил специальность младшего механика–водителя танка Т-34. После завершения обучения направлен на 2-й Прибалтийский фронт. Принимал участие в операции по освобождению Прибалтики. 2 ноября 1944 года его танк в бою был подбит, а сам Борис Луканов получил ранение и направлен для лечения в госпиталь. В мае 1945 года, после восстановления, был отправлен в 1-е Московское военно-авиационное училище связи. До декабря 1946 года обучался, затем его направили служить в Дальневосточный военный округ в 49-й авиатранспортный полк механиком по радио. С военной службы уволился в 1950 году.
Демобилизовавшись, приехал в город Горький и поступил работать на завод имени В.И. Ленина. Работал механиком, радиотехником, начальником производства. Позже перешёл в ГНИПИ, где работал до выхода на заслуженный отдых в 1990 году. Ветеран труда. Находясь на пенсии активно принимает участие в общественной жизни города и области. Постоянно встречается с детьми и молодёжью, делится впечатлениями и воспоминаниями о сложном периоде в Великую Отечественную войну. 
Воспитал сына, двух внуков.
По решению депутатов городской Думы 23 июня 2020 года ему присвоено звание "Почётный гражданин города Нижний Новгород".
Проживает в городе Нижний Новгород.

## Награды
За боевые и трудовые успехи удостоен:
- Орден Отечественной войны II степени
- Орден Красной Звезды
- Медаль «За победу над Германией в Великой Отечественной войне 1941—1945 гг.»
- Медаль «В память 800-летия Нижнего Новгорода» (12 июня 2021)[5]
- Ветеран труда
- другие медали.
- Почётный гражданин города Нижнего Новгорода (23.06.2020 год).